# Šmartin, Ruda
Šmartin (nemško St. Martin) je naselje v Občini Ruda v Okraju Velikovec na Koroškem v Avstriji.